# 伊那市駅
伊那市駅（いなしえき）は、長野県伊那市荒井にある東海旅客鉄道（JR東海）飯田線の駅である。伊那市の中心駅として機能している。

## 歴史
- 1912年（明治45年）5月14日：伊那電車軌道（1919年に伊那電気鉄道へ改称）が入舟町停留場（後の入舟停留場、現在は廃止） - 当駅間延伸時に、終着駅の伊那町駅（いなまちえき）として開設[1][2]。一般駅[2]。
- 1913年（大正2年）12月27日：伊那電車軌道が宮田駅まで延伸し、途中駅となる[3]。
- 1943年（昭和18年）8月1日：伊那電気鉄道線が飯田線の一部として国有化され、鉄道省（後の日本国有鉄道）の駅となる[2][3]。
- 1952年（昭和27年）
  - 3月：駅舎改築[3]。
  - 7月1日：貨物取扱廃止（旅客駅化）[2][3]。
- 1954年（昭和29年）11月10日：伊那市発足に伴い、伊那市駅（いなしえき）に改称[1][2]。
- 1971年（昭和46年）12月1日：荷物扱い廃止[2]。自動券売機を新設[4]。
- 1976年（昭和51年）
  - 3月15日：上下ホーム間跨線橋完成、使用開始。
  - 10月1日：下りホームに水車設置。
- 1979年（昭和54年）4月1日：みどりの窓口（現・JR全線きっぷうりば）を設置。
- 1987年（昭和62年）4月1日：国鉄分割民営化に伴い、JR東海の駅となる[2][3]。
- 2006年（平成18年）12月6日：伊那谷駅弁倒産に伴い、立ち食いそば店閉店[3]。
- 2009年（平成21年）10月29日：キヨスク閉店[3]。
- 2024年（令和6年）5月8日：トイレ建替え[5]。

## 駅構造
相対式ホーム2面2線を有する地上駅。駅西側（1番線）に駅舎があり、ホーム間は伊那北駅方に設置されている跨線橋で連絡している。跨線橋が設置されるまでは辰野方に構内踏切があった。1番線のトイレ横に水車があったが現在は撤去されている。また、2番線には待合所が設置されている。
駅長・駅員配置駅（直営駅）である。管理駅として、上片桐駅 - 宮木駅間の各駅を管理している。JR全線きっぷうりば・自動券売機が設置されている。東日本旅客鉄道（JR東日本）長野支社管内の主要駅に自動改札機の設置が始まった2005年（平成17年）3月当初は、ここから発行される切符は磁気券では無かったため、自動改札機を通ることは出来なかった。現在は磁気券が発行され、自動改札機に対応している。
かつて駅構内にはキヨスクと、改札内1番線からも注文が可能な立ち食い蕎麦屋があり、駅弁なども販売していたが、2006年（平成18年）12月に経営する伊那谷駅弁の倒産に伴い閉店、キヨスクも2009年（平成21年）10月に閉店した。
2024年（令和6年）5月8日より、従来のトイレを改築した展望デッキ付きのトイレの供用が始まった。トイレは改札外に設置されているが、駅構内からも利用可能。

### のりば
| 番線 | 路線      | 方向 | 行先             |
| ---- | --------- | ---- | ---------------- |
| 1    | CD 飯田線 | 下り | 辰野方面         |
| 2    | CD 飯田線 | 上り | 飯田・天竜峡方面 |

（出典：JR東海:駅構内図）

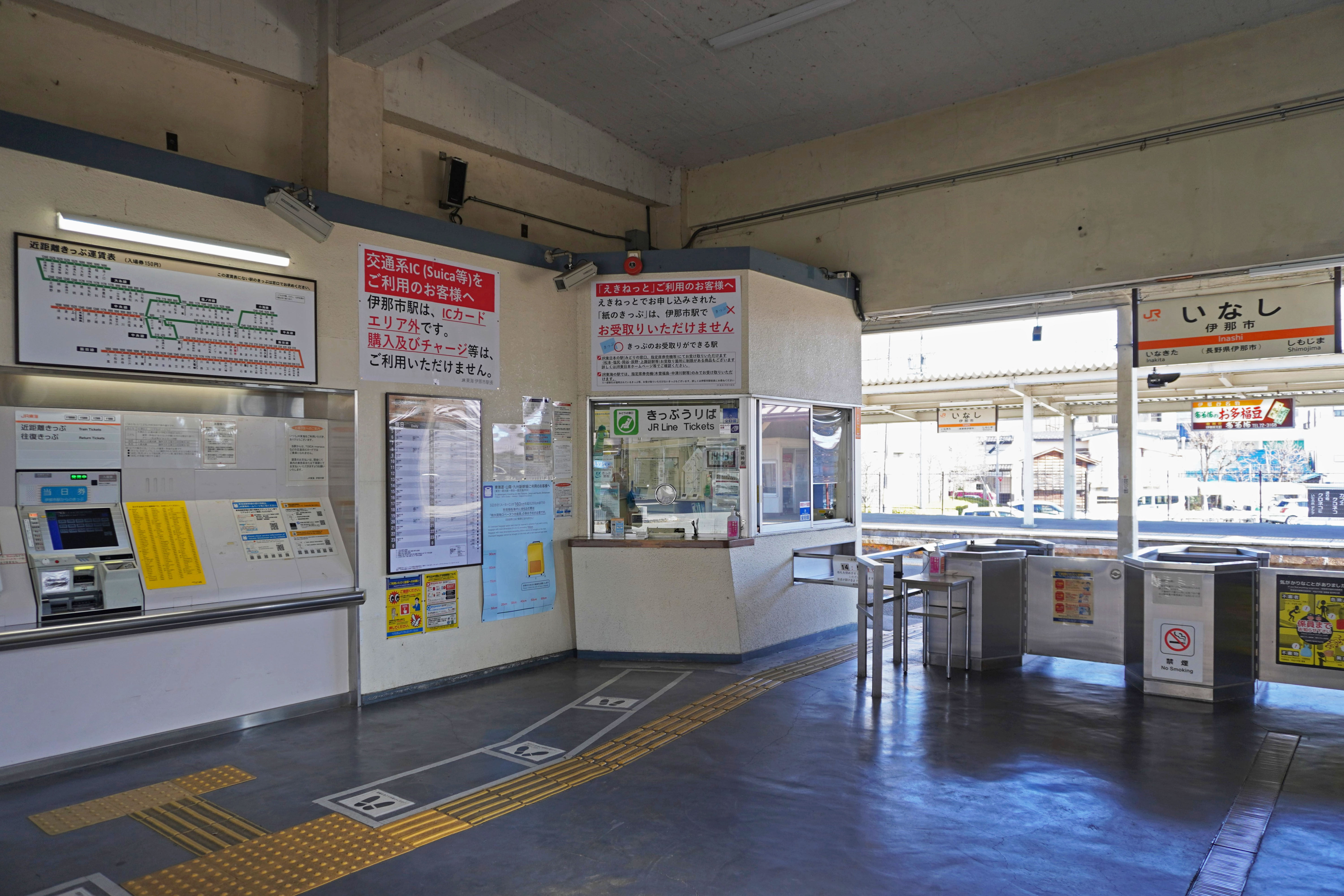
改札口（2023年3月）
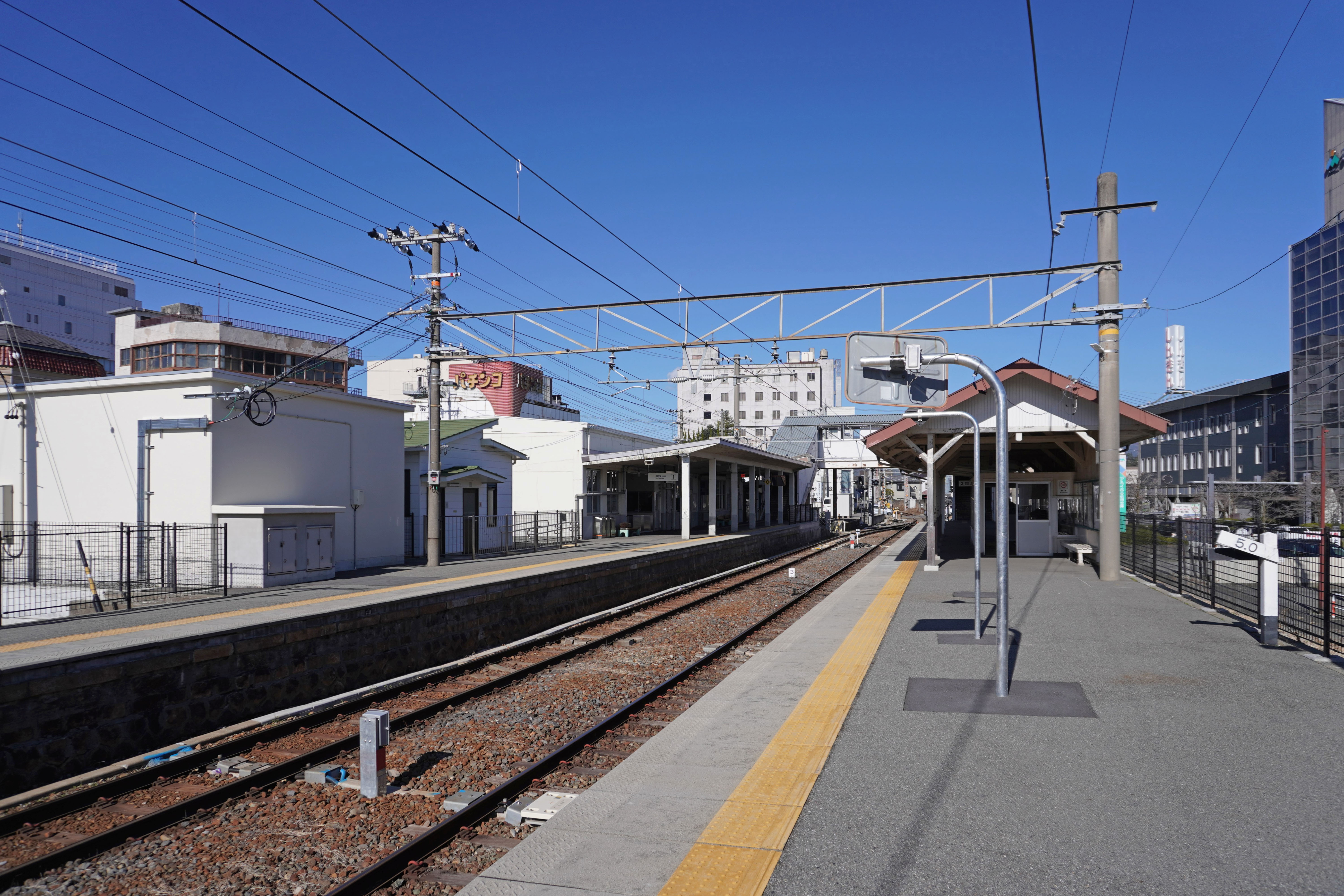
ホーム（2023年3月）

## 利用状況
「伊那市統計書」によると、近年の1日平均乗車人員は以下の通り。
| 年度   | 1日平均 乗車人員 |
| ------ | ---------------- |
| 2005年 | 1,388            |
| 2006年 | 1,366            |
| 2007年 | 1,315            |
| 2008年 | 1,253            |
| 2009年 | 1,192            |
| 2010年 | 1,219            |
| 2011年 | 1,212            |
| 2012年 | 1,220            |
| 2013年 | 1,184            |
| 2014年 | 1,147            |
| 2015年 | 1,192            |
| 2016年 | 1,246            |
| 2017年 | 1,236            |
| 2018年 | 1,252            |

## 駅周辺
隣の伊那北駅とは徒歩15分ほどの距離にあり、市街地が連続しており、あたかも路地裏の家々の軒先を掠めるように電車が走る。
伊那市の中心駅として、駅前に商店街が整備され、再開発ビルいなっせの中に八十二銀行伊那市駅前支店、その西北に伊那大芦郵便局等も所在する。
駅前にはと伊那バス市内西循環線の乗り場があり、伊那弥生ヶ丘高校、高遠高校の最寄駅のため学生も多い。南西に徒歩3分の位置に、伊那バス一般路線、新宿方面への中央高速バス、名古屋方面への中央道高速バス、大阪方面への高速バス、高遠町方面行きJRバス関東（高遠線）が発着する伊那バスターミナルがある。
JRバス関東（高遠線）は、2021年（令和3年）3月31日まで、駅前に乗入れていた。
伊那市は上伊那地域中心都市であるため、長野県の行政機関である上伊那地域振興局、伊那建設事務所、伊那保健所等が入居する長野県伊那合同庁舎が西北へ徒歩2分の位置にあり、その先5分程度で長野地方裁判所伊那支部、伊那税務署、伊那区検察庁、さらに駅前には自衛隊長野地方協力本部伊那地域事務所等の国の機関がある。
駅裏には、アルプス中央信用金庫本店、日本政策金融公庫伊那支店、伊那市立伊那図書館があり、さらに東へ向かうと天竜川、国道153号へ繋がる。

## バス路線

### 伊那市駅
- 路線バス
  - 市内西循環線[6]（伊那バス）（※平日の月から金曜のみ運行。土・日・祝祭日は運休）
  - パノラマライナー - 木曽福島駅 / 仙流荘（JRバス関東）（季節運行）

※JRバス高遠線は2021年4月1日より伊那バスターミナルに乗り場を移設。

### 伊那バスターミナル
- 駅前から徒歩3分。

詳細は伊那バスターミナルを参照のこと

## その他
漫画『究極超人あ〜る』のOVAは飯田線を舞台にしていて、伊那市駅も登場している。2012年からは伊那市役所の有志主催で、登場人物が行っていたように田切駅 - 当駅間を1時間以内に自転車で走破するイベントが行われている。

## 隣の駅
東海旅客鉄道（JR東海）
CD 飯田線
■快速（「みすず」含む）
沢渡駅 - （一部下島駅） - 伊那市駅 - 伊那北駅
■普通
下島駅 - 伊那市駅 - 伊那北駅
※国有化は当駅 - 伊那北駅間に入舟停留場、当駅 - 下島駅間に小黒停留場が存在した。